# 蔡襄

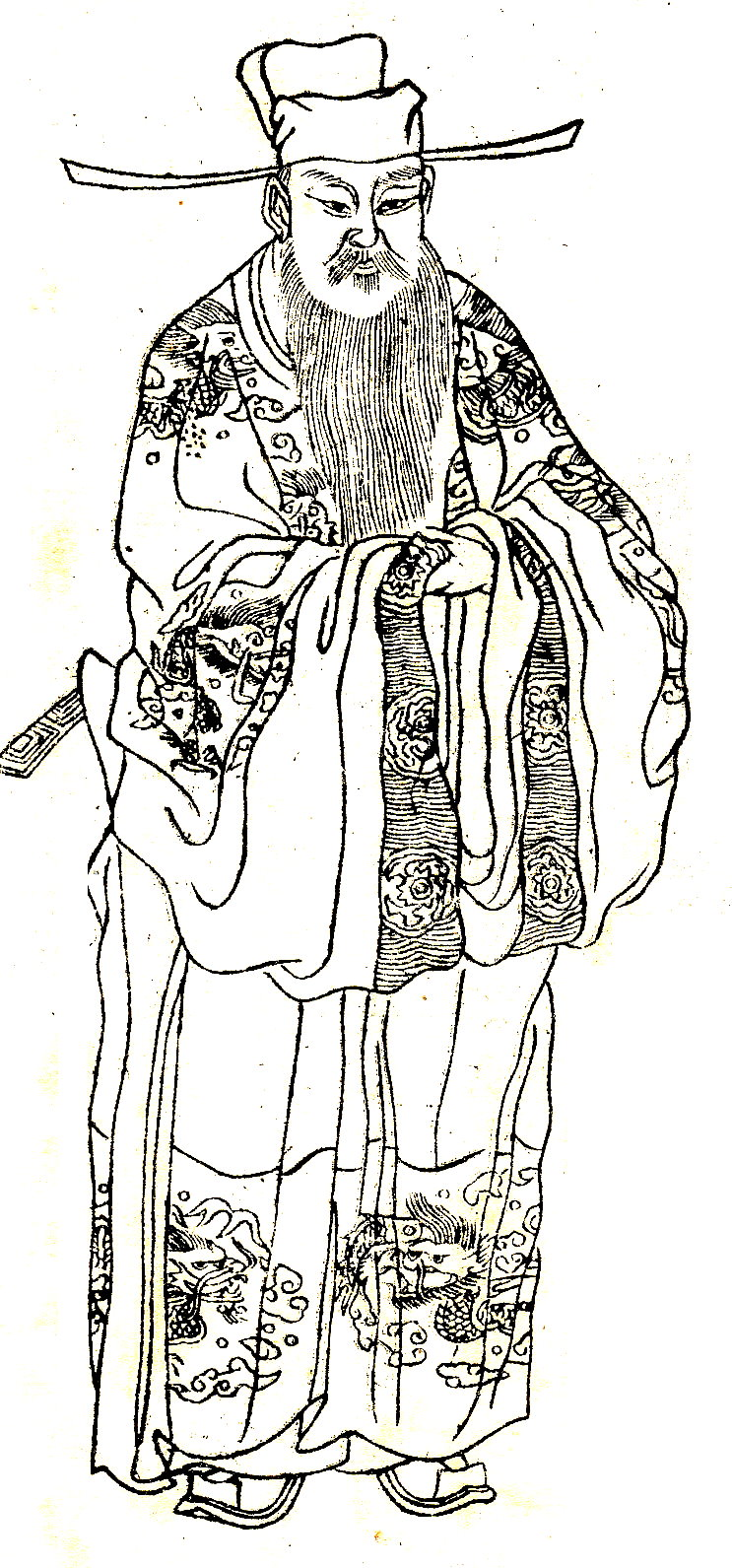
蔡襄

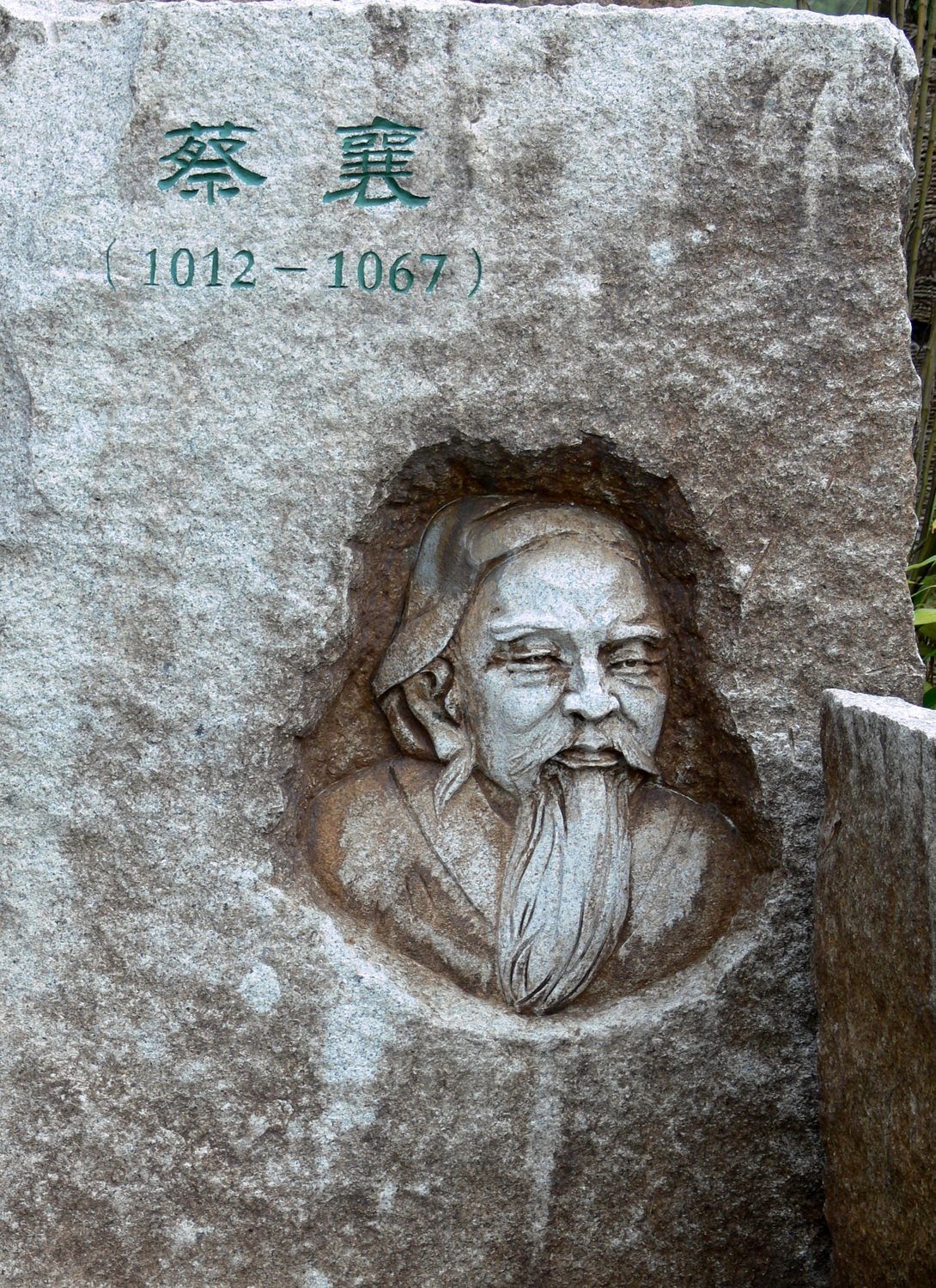
武夷山茶博园蔡襄雕像

蔡襄（1012年—1067年），字君谟，号莆阳居士，福建路兴化军仙遊縣（今福建省莆田市仙遊县）人。北宋政治家、书法家和茶学专家。著有《茶錄》《荔枝譜》等書。諡號忠惠。

## 生平
蔡襄生於北宋大中祥符五年（1012年）。蔡襄的父亲蔡琇初为仙游县枫亭驿农民，曾担任泉州吏员。蔡襄母亲卢氏为惠安县德普里（今泉港区后龙镇）圭峰村名士卢仁之女。
十五歲時參加鄉試，十八歲進入國子監就讀。
天圣八年（1030年）參加開封鄉試，獲得第一名佳績。次年（1031年）中进士（第十名），授漳州军事判官。
景祐三年（1036年）四月，授西京留守推官。同年五月，天章阁侍制、权知开封府范仲淹以事忤宰臣吕夷简遭贬，镇南军节度掌书记，馆阁校勘欧阳修、大理寺评事余靖、太子中允，馆阁校勘尹洙皆因论仲淹事同樣遭到贬黜，蔡襄为此作《四贤一不肖诗》声援范、欧阳等人。
宝元（1039年）二年，加试大理寺评事。三年（1040年），迁著作佐郎。九月，充馆阁校勘。
慶曆三年（1043年）四月，迁秘书省丞、知谏院。九月，赐五品服。四年（1044年）八月，迁直史馆、同修起居注。十月，授右正言、知福州事。七年（1047年）十一月，除福建路转运使。
皇祐二年（1050年）九月，判三司盐铁勾院。三年（1051年），充三司度支勾院判官。四年（1052年）九月，进知制诰、迁起居舍人、权同判吏部流内铨。五年（1053年）正月，权同知贡举。六年（1054年），迁龙图阁直学士、权知开封府。
至和二年（1055年）三月，除枢密直学士、知泉州事。三年（1056年）四月，迁礼部司郎中、知福州事。
嘉祐三年（1058年）四月，移知泉州。五年（1060年）七月，充翰林学士、权知开封府。六年（1061年）四月，判三司使。七年（1062年）十一月，转吏部司郎中。八年（1063年）三月，总应奉山陵事。六月，任修奉太庙使。八月，拜三司使、迁给事中。
治平二年（1065年）二月，罢三司使、除礼部侍郎、端明殿学士、知杭州事。三年（1066年），丁母憂。四年（1067年）八月，卒於家。十月，赠吏部侍郎，葬於枫亭蔡岭。
乾道年间或淳熙三年（1176年），赠谥忠惠。

## 轶事
蔡襄鬍鬚很漂亮，號美髯鬚。一日，蔡襄向宋仁宗進言，宋仁宗忽然問道：“卿髯甚美，長夜覆之於衾下乎？將置之於外乎？”蔡襄聽聞無言以對。回到家，晚上就寢時，反覆思考宋仁宗的問題，究竟是要將鬍鬚放在棉被裡面？還是要將鬍鬚放在棉被外面？思來想去，竟讓蔡襄一夜輾轉難眠。

## 贡献

### 修建萬安橋

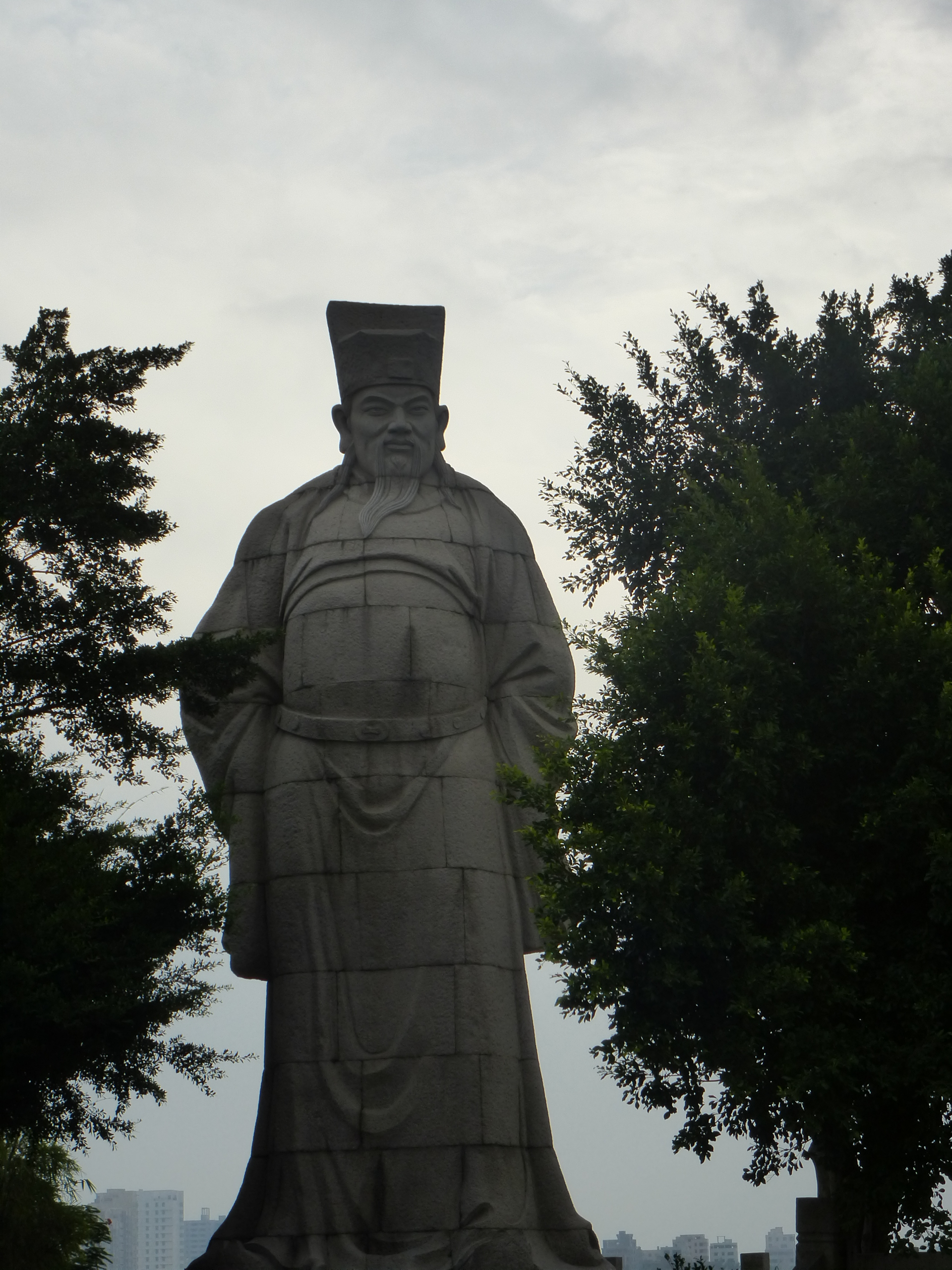
洛阳桥泉州台商投资区一侧的蔡襄雕像

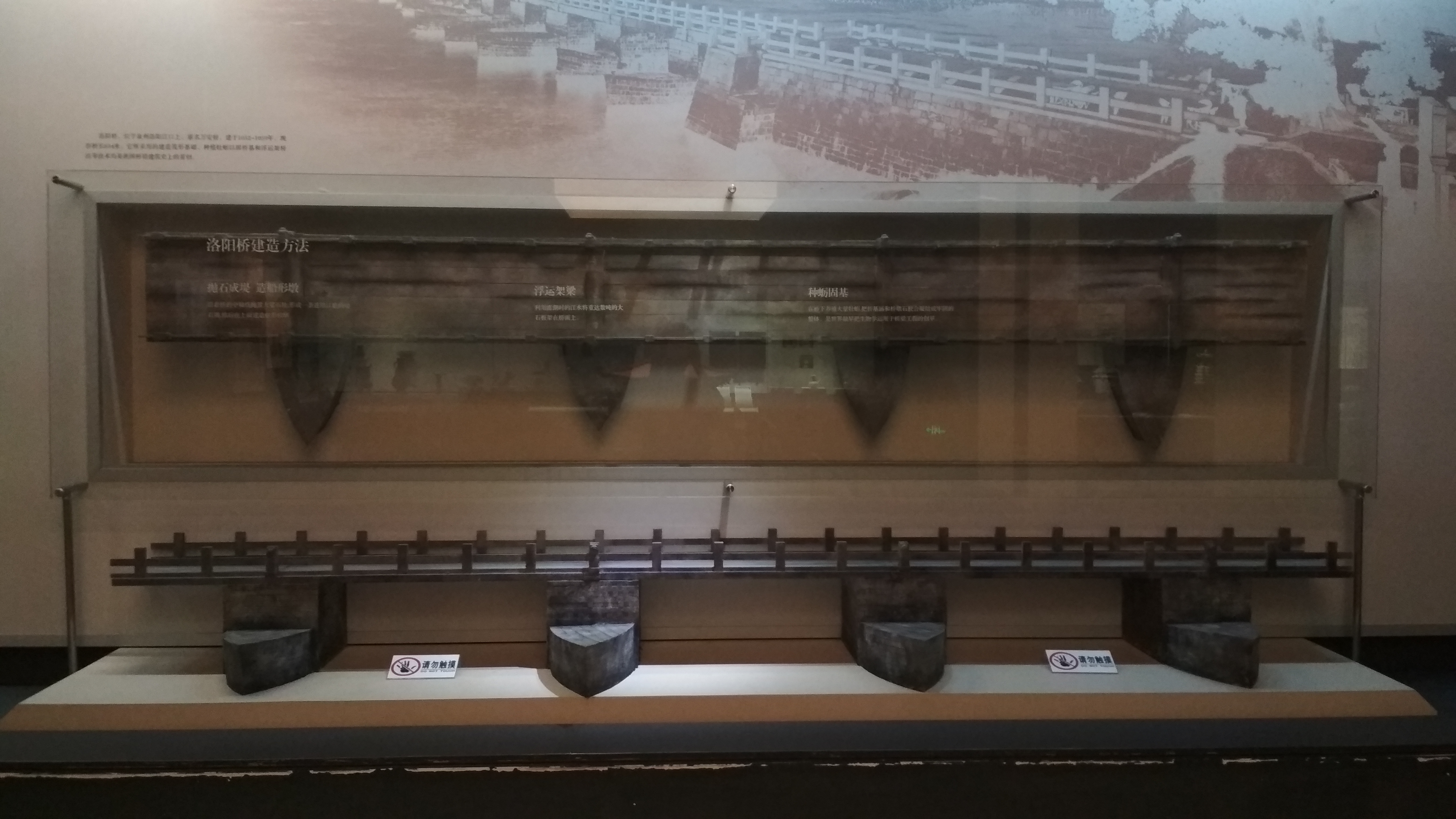
福建省博物院洛阳桥模型

在担任权知泉州事时，蔡襄主持建造了跨海的萬安橋（後來改稱洛陽橋），從北宋皇祐四年（1053年）至嘉佑四年（1059年）十二月，前後歷七年之久，耗銀一千四百萬兩。橋長三百六十丈，寬一丈五尺，武士造像分立兩旁。造橋工程規模巨大，方便了周边地区的交通往来。
蔡襄後又在橋上增建了許多裝飾：佛塔九座、亭7座，並刻有許多艺术石雕，橋的欄杆上端還刻有披髮昂首的石獅子，有的石獅子口內還含有玲瓏滾動的石球，被稱之為「獅子含珠」。

### 「茶色貴白」理論
蔡襄作於皇祐年間（1049年—1053年）的重要茶學專著《茶錄》中，針對建茶著書立論，建茶的鬥試型式—鬥茶色(鬥色)、鬥水痕(鬥浮)成為宋代士大夫的茶事活動之一，「鬥茶」的意涵開始複雜。
宋代「鬥茶」的競賽中，在蔡襄《茶錄》尚未成為主流之前，是屬於茶葉品質的比賽，而且是關於味覺、嗅覺的感官評鑑。
蔡襄《茶錄》的本意，「茶色貴白」是相對用語，指的是茶葉愈偏白愈佳，實際是仍帶「微綠」。因此「茶色貴白」是原則，但在語意上有一定的模糊性，後人將「茶色貴白」視為鐵律，推崇到極致的說法，可說是走火入魔的結果，並不符合蔡襄的原意。
蔡襄於皇祐(1049-1054)中上奏《茶錄》，並於治平元年(1064)再次奏陳英宗，逐漸奠定他在建茶方面的權威基礎。北宋慶曆之後，建安地區白茶(又稱「白葉茶」)逐漸受到重視，蔡襄《茶錄》將「茶色貴白」的理論普及全國，民間開始風行「白茶」。梅堯臣(1002-1060)〈次韻和永叔嘗新茶雜言〉側面反映其流行情形如下：
「自從陸羽生人間，人間相學事春茶。當時採摘未甚盛，或有高士燒竹煮泉 為世誇。入山乘露掇嫩觜，林下不畏虎與蛇。近年建安所出勝，天下貴賤 求呀呀。東溪北苑供御餘，王家葉家長白牙。造成小餅若帶銙，鬥浮鬥色 傾夷華。味甘迴甘竟日在，不比苦硬令舌窊。此等莫與北俗道，只解白土 和脂麻。歐陽翰林最別識，品第高下無欹斜。晴明開軒碾雪末，眾客共賞 皆稱嘉。建安太守置書角，青蒻包封來海涯。清明纔過已到此，正見洛陽 人寄花。兔毛紫盞自相稱，清泉不必求蝦蟇。石缾煎湯銀梗打，粟粒鋪面 人驚嗟。詩腸久飢不禁力，一啜入腹鳴咿哇。」
此詩大意指當時流行建茶，東溪、北苑官方所產專供宮廷御食，而民間極品則產於壑源，其中王家、葉家生產的「白牙」(「白芽」)，即是「白茶」的借代詞， 它所製成的「王家白」、「葉家白」冠絕建安，在鬥試中無往不利，反映當年新興的建安「鬥試」風格，也就是「鬥色」的主張。

## 書法
蔡襄擅长书法。他的书法主要学习晋唐的王羲之、颜真卿和柳公权，在当时即被欧阳修、苏轼等人推为“本朝第一”，后来人们又把他与苏轼、黄庭坚、米芾并列为“宋四家”（一說原為蔡京，因其人品不佳，後人改為蔡襄）。流传下来的墨迹有《自书诗帖》《谢赐御书诗》《陶生帖》《郊燔帖》《澄心堂帖》《扈從帖》《暑熱帖》《遠蒙帖》《離都帖》等，碑刻有《万安桥记》《昼锦堂记》等。

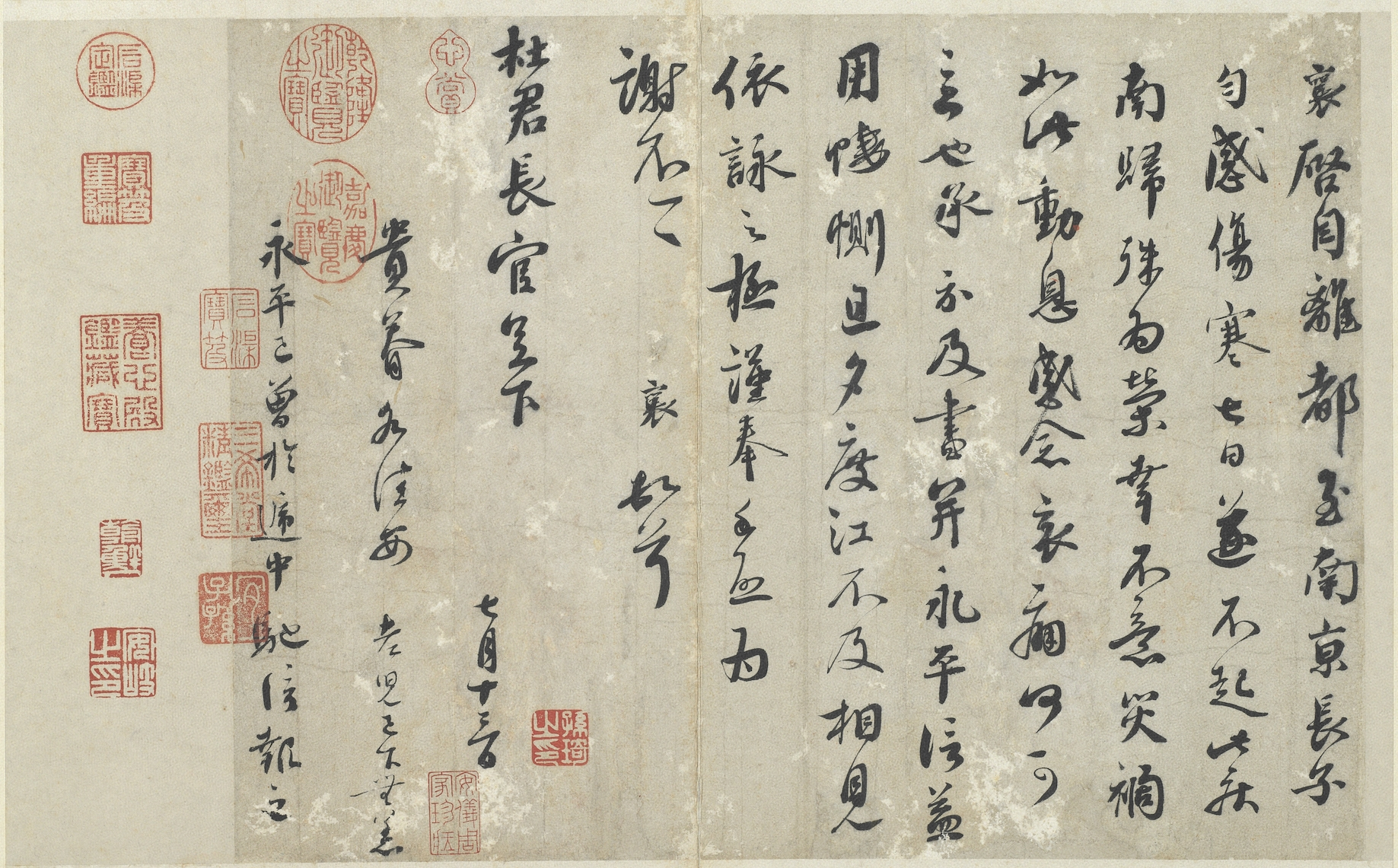
《離都帖》，臺北國立故宮博物院藏。

## 著作
蔡襄著有《端明集》四十卷。
蔡襄也是一位茶学专家，他撰写的《茶录》是继唐代陆羽《茶经》之后的又一部重要的茶学专著。該書分上下兩篇，上篇論茶，下篇論器（茶具）。
蔡襄还著有《荔枝谱》一书，记载荔枝的32个品种和荔枝树的栽培和荔枝果的加工储藏方法，內容分成七篇。

## 家族
- 曾祖：蔡顯
- 祖：蔡恭，赠工部司员外郎
- 父：蔡琇，赠刑部侍郎
- 母：卢氏，长安郡太君
- 兄：蔡燮，务农
- 弟：蔡高，字君山，景祐中举进士，官长溪县尉、开封府太康主簿。
- 弟：蔡奭，官福州司户参军。
- 妻：葛氏，永嘉郡君
  - 长子：蔡匀，将作监主簿，早卒
  - 次子：蔡旬，大理寺评事，早卒
    - 孙：蔡传，字永翁，著有《城南诗集》20卷、《吟窗杂录》20卷、杂文及政议10卷等。子蔡橚、蔡枢、蔡楙

  - 幼子：蔡旻，字季公，終官宣義郎、開封府工曹參軍事、累贈少傅
    - 孙：蔡佃，字耕道，宋崇宁二年（1102年）中进士，終官直龍圖閣。著有《闽诗录》两集。
    - 孙：蔡伷，字善道，与蔡佃、蔡伸三兄弟号称“三蔡”。伷于大观三年（1109年）登进士第，終官徽猷阁待制，中大夫、赠金紫光禄大夫。
    - 孙：蔡伸，字仲道，宋政和五年（1115年）中进士，与秦桧同科进士。历任徐州、楚州、饶州、真州等四州通判，滁州、徐州、得安州、和州等州的知州。終官徽猷阁待制、左中大夫、建寧縣開國男、食邑三百戶、贈光祿大夫、累贈特進，自号友古居士，著有《友古居士词》1卷
      - 曾孙：蔡枢，与父蔡伸同科进士，朝散郎、湖南学事
      - 曾孫：蔡湍，承事郎、通判鎮江府事
        - 玄孫：蔡戡，承議郎
        - 玄孫：蔡武
        - 玄孫女：蔡氏，適進士鄒彥謙
        - 玄孫女：蔡氏，適迪功郎、應山尉孫敏問
        - 玄孫女：蔡氏，適通直郎、知松滋縣張棱
        - 玄孫女：蔡氏，適張元渙
        - 玄孫女：蔡氏，適胡鑑
        - 玄孫女：蔡氏

      - 曾孫：蔡洸，绍兴三年登进士第，終官徽猷閣學士、中大夫、提舉隆興府玉隆萬壽宮
      - 曾孫：蔡流，從事郎、監潭州南嶽廟
      - 曾孫：蔡潩，通仕郎
      - 玄孫：蔡戩，宣教郎、知浦江縣
      - 玄孫：蔡幾，從事郎、桐廬主簿
      - 玄孫：蔡蕆，將仕郎
      - 玄孫：蔡蒧，承務郎
      - 玄孫：蔡戢，承務郎
      - 玄孫：蔡𢧳
      - 玄孫：蔡戎
      - 曾孫女：蔡氏，適武翼郎辛堅之
      - 曾孫女：蔡氏，適通直郎向士邁
      - 曾孫女：蔡氏，適朝奉大夫潘淵明
      - 曾孫女：蔡氏，適文林郎張克成
      - 曾孫女：蔡氏，適劉澂
      - 曾孫女：蔡氏

  - 女：蔡氏，適秘書省著作佐郎謝仲規
  - 女：蔡氏
  - 女：蔡氏